# Список умерших в 1033 году
В этой статье представлен список известных людей, умерших в 1033 году.
См. также: Категория:Умершие в 1033 году

## Март

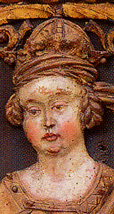
Кунигунда Люксембургская

- 3 марта — Кунигунда Люксембургская — герцогиня-консорт Баварии (998—1005), королева-консорт Германии (1002—1024), императрица-консорт Священной римской империи (1014—1024), жена императора Генриха II Святого, христианская святая.

## Май
- 11 мая — Эбль I де Руси — архиепископ Реймса с 1021 года.
- 22 мая — Фридрих III — граф Бара и герцог Верхней Лотарингии с 1026/1027 года

## Сентябрь
- Ландульф V — герцог Беневенто с 987 года (до 1014 года соправитель Пандульфа II)

## Октябрь
- 9 октября — Лиутгер — граф в Харцгау, Дерлингау, Нордтюринггау и Балсамгау.

## Дата неизвестна или требует уточнения

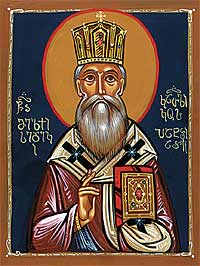
Мелхиседек I

- Абу Талиб Яхья — зейдитский имам Йемена с 1020 года
- Бодуэн II — граф Булонский с 990 года.
- Елена Аргир — царица-консорт Грузии, как первая жена царя Баграта IV.
- Мелхиседек I[англ.] — первый Католикос-Патриарх Грузии c 1012 года.
- Отто Болеславович — польский князь (1032—1033)
- Джованни Понцио — кардинал-епископ Порто с 1025 года.
- Ридерх ап Иестин — король Морганнуга с 1015 года, король Дехейбарта с 1023 года. Убит
- Евстафий Мстиславич - тмутараканский княжич.